# Поліцейська історія (фільм, 1985)
Поліцейська історія (англ. назва Police Story) — гонконзький фільм 1985 року.

## Сюжет
В результаті вдалої проведеної облави до рук поліції потрапляє бос наркомафії Чу. Одному з поліцейських, Кевіну (Джекі Чан), що брав безпосередню участь в арешті, доручають охорону секретарки злочинця, яка проходить у справі як головний свідок. Але в день суду вона зникає. Тільки розшукавши дівчину і заарештувавши Чу, Кевін зможе зняти з себе підозру в співучасті…

## В ролях
- Джекі Чан — Кевін
- Бріджет Лін — Селіна Фонг
- Мегі Ченг — Мей
- Чур Єн — Чу Тау
- Чарлі Чо — Джон Ко